# Гліцько
Гліцько (пол. Glicko, нім. Glietzig) — село в Польщі, у гміні Новогард Голеньовського повіту Західнопоморського воєводства.
Населення — 73 особи (2011).
У 1975-1998 роках село належало до Щецинського воєводства.

## Демографія
Демографічна структура станом на 31 березня 2011 року:
|          | Загалом | Допрацездатний вік | Працездатний вік | Постпрацездатний вік |
| -------- | ------- | ------------------ | ---------------- | -------------------- |
| Чоловіки | 35      | 7                  | 25               | 3                    |
| Жінки    | 38      | 10                 | 21               | 7                    |
| Разом    | 73      | 17                 | 46               | 10                   |